# Hermann Keller (Komponist)
Hermann Keller (geboren 30. März 1945 in Zeitz; gestorben 26. März 2018 in Berlin) war ein deutscher Pianist und Komponist.

## Biographie
Keller studierte 1963 bis 1968 an der Musikhochschule Weimar klassisches Piano und Komposition, beschäftigte sich aber daneben auch mit Improvisations- und Jazzmusik. Von 1968 bis 1971 war er Aspirant von Günter Kochan in Berlin. Seit 1971 kam es zur Zusammenarbeit mit Jazzmusikern; so arbeitete er seit 1974 im Duo mit Manfred Schulze, gründete später dann das Berliner Improvisationstrio bzw. –quartett. Dieses Ensemble gehörte zu den bekanntesten Gruppen der freien Improvisation in der DDR und trat Ende der 1970er erstmals in West-Berlin und auf dem Moers Festival auf. In den 1980er Jahren trat Keller bei den Leipziger Jazztagen auf, spielte aber auch 1985 mit Michael Sell und Carin Levine bei den ersten Jazz-Tagen in Weimar. In seinem aktuellen Quartett (CD von 2005) spielten neben ihm die Geigerin Antje Messerschmidt, der Klarinettist Jürgen Kupke und der Trompeter Uli Weber kompositorisch strukturierte Improvisationsmusik.
Keller war daneben von 1974 bis 1985 an der Hochschule für Musik „Hanns Eisler“ Berlin als Dozent für Tonsatz und Improvisation tätig. Er hat sowohl Alben mit frei improvisierte Musik veröffentlicht als auch mit komponierter Musik, die Raum für Improvisation lässt. Daneben schrieb Keller auch auskomponierte Werke, die regelmäßig aufgeführt werden. Seine Kompositionen wurden u. a. im Gewandhaus zu Leipzig, im Künstlerhaus Boswil, bei der Musikbiennale Berlin, den Berliner Festwochen, der Klangwerkstatt Mannheim, dem MDR-Musiksommer, dem Ultraschall-Festival Berlin und den Rheinsberger Musiktagen aufgeführt. Zu den Interpreten seiner Werke zählen das Sinfonieorchester Jena, die Hallische Philharmonie, das Ensemble Modern, das Kammerensemble Neue Musik Berlin, das ensemble mosaik, das modern art sextet, das Collegium Novum Zürich und das Ensemble Chronophonie sowie Heinz Holliger, Steffen Schleiermacher, Ingo Metzmacher und Vinko Globokar. Er war auch als Musikpädagoge tätig.
Hermann Keller lebte in Berlin und starb dort am 26. März 2018 nach langer Krankheit.
Als nach dem Jazz Rough Guide besonders profilierter Vertreter der freien Musikszene der ehemaligen DDR lotete er insbesondere das Verhältnis zwischen zeitgenössischer auskomponierter und improvisierter Musik aus.

## Werkverzeichnis

### Solowerke
- Sonate für Klavier (1971–1974)
- Triade für Solo-Violine (1979)
- Momentaufnahmen für Klavier (1980)
- kleine Szene für Blockflöte (1980)
- Szene für Solo-Flöte für Querflöte (1980)
- 6 Klavierstücke (1981)
- 2 Szenen für Soloklarinette (1981)
- 6 Miniaturen für Violoncello (1984)
- Neues Klavierbüchlein (1984-7)
- Szene für Solo-Posaune (1987)
- Irren-Offensive für einen sprechenden Pianisten (1990/2005)
- Brief für Solo-Violine für Violine (1991)
- Von der Herkunft der Rhythmen für Klavier (1991–2001)
- Capriccio über die Zuversicht für Klavier (1996-9)
- Klavierstücke für Lehrer, Kollegen und Freunde - für Rudolf Bahro (1998)
- Klavierstücke für Lehrer, Kollegen und Freunde - für Hans-Karsten Raecke (1998)
- Klavierstücke für Lehrer, Kollegen und Freunde - Sammelband (1998–2011)
- Leichtes Metall. Studie für 2 Hi-Hats (1999)
- Seele im Wasser. Szene für einen singenden Menschen für Stimme (1999)
- Klavierstücke für Lehrer, Kollegen und Freunde - für Vinko Globokar (1999)
- Klavierstücke für Lehrer, Kollegen und Freunde - für Graciela Paraskevaidis (1999)
- "Keimblätter". Schumann-Metamorphosen für Klavier (2000)
- Klavierstücke für Lehrer, Kollegen und Freunde - für Hans-Peter Jannoch (2001)
- Klavierstücke für Lehrer, Kollegen und Freunde - für György Kurtág (2001)
- Klavierstücke für Lehrer, Kollegen und Freunde - für Juliane Klein (2001)
- 2. Sonate für Klavier (2001)
- Klavierstücke für Lehrer, Kollegen und Freunde - für Johann Cilenšek (2002)
- Klavierstücke für Lehrer, Kollegen und Freunde - für Ingeborg Herkomer (2002)
- Bosch-Triptychon für präparierten Flügel (2003)
- Klavierstücke für Lehrer, Kollegen und Freunde - für Christfried Schmidt (2003)
- Klavierstücke für Lehrer, Kollegen und Freunde - Katzer-Variationen (2004)
- Klavierstücke für Lehrer, Kollegen und Freunde - für Reiner Bredemeyer (2005)
- Klavierstücke für Lehrer, Kollegen und Freunde - für Günter Mayer (2005)
- 3 Stücke für Solo-Violine (2007)
- Klavierstücke für Lehrer, Kollegen und Freunde - für Helmuth Flammer (2007)
- Der Kuß für singende Geigerin (2007)
- Für Anita Lasker-Wallfisch für Violoncello (2007)
- 3. Sonate für Klavier (2008)
- Toccata, Intermezzo und Fuge für Klavier (2009)
- Worte für Klavier (2010)
- Für Friedrich Gulda für Klavier (2010)
- Tanz ums Goldene Kalb für Klavier mit Begleitstimmen ad lib. (2010)
- Klavierstücke für Lehrer, Kollegen und Freunde - für Kurt Dietmar Richter (2011)
- Klavierstücke für Lehrer, Kollegen und Freunde - für Hanns Werner Heister (2011)
- Sternenkind für Violine (2011)
- Klavierstücke für Lehrer, Kollegen und Freunde - für Ulrich Urban (2011)
- Prangere an: die Zerstörung der Erde, aber genieße, was noch übrig ist! Szenen für Solo-Violine für Violine (mit Variante des 2. Satzes für Violine und Klavier) (2014)
- Ihr sollt die Wahrheit erben – nach dem gleichnamigen Buch von Anita Lasker-Wallfisch für sprechende (und spielende) Cellistin (2015)
- Sonatine für Solo-Violoncello für Violoncello (2016)
- Wer erkennt das in Fetzen eingestreute Lied? für Flöte (2017)

### Kammermusik 2-3 Spieler
- Suite für 2 Pianisten (an einem Flügel spielbar) (1975)
- Dreieck. 8 Situationen für Oboe, Violoncello und Klavier (1980)
- Szene für 2 Schlagzeuger (1983)
- Szene für Trompete und Orgel (1985)
- Neues Violinbüchlein. 19 leichte Violinduos (1987)
- Unser Marsch für Tenor und Klavier (1988)
- Stimmfarben für Gesang und Klavier (1989)
- Ex tempore XI für Klarinette, Klavier (1989)
- Trio für Blockflöte, Violoncello und Cembalo (1992)
- Szene für 1 Klarinettisten und 1 Bassklarinettisten (1993)
- Szenen für 1 GeigerIn und 1 PianistIn (1993)
- Zu zweit für Blockflöte, Violoncello (1995)
- Petrarca auf dem Weg ins Exil für Bariton und Klavier (1996)
- Halbes Jahrhundert für Mezzosopran und Klavier (1996)
- Schumann-Metamorphosen für Violine und Klavier (1996)
- Jenseits von Amerika für Violine, Klarinette, Klavier (jeweils mit Präparationen)(2004)
- 3 Stücke für Violoncello und Klavier (2004)
- Seele im Wasser II für Stimme und Posaune (2004)
- Jazzwerkstatt 3 Stücke für Klavier, 2 Stücke für Ensemble (2006-9)
- Kurzes Aufleuchten für Klarinette, Violoncello, Klavier (2007)
- Introduktion, Thema und Variationen für Streichtrio für Violine, Viola, Violoncello (2007)
- Divertimento für Klarinette und Violoncello für Klarinette, Violoncello (2007)
- Nicht nur hinter vorgehaltener Hand. Szene für Posaune und Klavier für Posaune, Klavier (2007)
- Brüder für Bassklarinette und Fagott (2008)
- "NICHT STOLPERN!" für Klarinette, Violoncello, Klavier (2009)
- Terzetto breve für Klarinette, Violine, Klavier (2009)
- Klavier-Trio für Violine, Violoncello, Klavier (2009)
- Trio für Oboe, Klarinette und Fagott (2011)
- Introduktion und Scherzo für 2 Klarinetten (2011)
- Rhapsodie für Fagott, Klavier (2011)
- Letztlich zusammengehend für Viola, Violoncello (2012)
- Schreie, doch auch helle Träume für Klavier, vierhändig (2014)
- Kann es so enden? für Klarinette, Klavier (2014)
- Widersprechen, widerrufen, widerstehn! für CellistIn, PianistIn (auch sprechend) (2015/16)
- Kleine Lieder nach Texten von Adolf Endler für Stimme, Klavier (2016)
- 3 Sätze für Oboe und Klavier für Oboe, Klavier (2017)

### Kammermusik 4-9 Spieler
- Sonate für 2 Klaviere, Orgel und Schlagzeug (1968)
- Ex tempore I-V Improvisationsmodelle für offene Besetzung (1971–1976)
- Wahlverwandtschaften. Quartett für Flöte, Viola, Klavier und Schlagzeug (1976)
- Streichquartett (1982)
- Quasi ancora una sonata für Bläserquintett oder Bläserquintett und Klavier  (1985)
- Quartett für Klarinette, Saxophon, Klavier, Schlagzeug (1987)
- Es war. Es ist. Wird es sein? für Flöte, Klarinette, Violine, Viola, Violoncello, Klavier (2001)
- Quartetto breve für 4 Kontrabässe (2002)
- Sonate für Streichtrio und Klavier (2002)
- Der Wegwerfmensch für Flöte, Klarinette, Violine, Schlagzeug, Klavier (2006)
- Jazzwerkstatt für 3 Stücke für Klavier, 2 Stücke für Ensemble (2006-9)
- Die Öffnung der Berliner Mauer aus der Sicht des Jahres 2089 für Blechbläserquintett, Schlagzeug, Sprecher (2009)
- So könnte es sein, aber auch so oder so für Flöte, Oboe, Klarinette, Fagott. Violine, Viola, Violoncello, Kontrabass (2011)
- Durst, völkisch für Stimme, Flöte, Oboe, Altsaxophon, Bassklarinette (2014)

### Ensemble
- Mein Freund, warum bist du kommen Musikalisches Stegreifspiel (1977)
- Bagatelle für 15 Solo-Streicher (9 Violinen, 3 Violen, 2 Violoncelli, Kontrabass) (1983)
- Konzert für 5 Bläser, 5 Streicher, Klavier und Schlagzeug (1989)
- Konzert für Klavier und 13 Instrumentalisten für Solo-Klavier, Ensemble (Flöte, Oboe, Klarinette, Fagott, Trompete, Horn, Posaune, 2 Violinen, Viola, Violoncello, Kontrabass, Schlagzeug) (2006)
- Konzertstück für Klarinette und Ensemble für Solo-Klarinette, Ensemble (Flöte, Oboe, Klarinette, Saxophon, Trompete, E-Gitarre, Akkordeon, Schlagzeug, Klavier, 2 Violinen, 2 Violoncelli, Kontrabass) (2007)
- Kammersinfonie – Gespräch ohne Worte für Ensemble ohne Dirigenten (Flöte, Oboe, Klarinette, Bassklarinette, Fagott, Trompete, Horn, Posaune, Tuba, Schlagzeug, 2 Klaviere, 2 Violinen, Viola, Violoncello, Kontrabass) (2011)

### Orchester
- Konzertstück für Klavier und Orchester (1970)
- Konzert für Jazzgruppe und Streichorchester (1976)
- Verwandlungen für Orchester (1976)
- Konzert für Klavier und Orchester für Solo-Klavier, großes Orchester (3 Fl., 3 Ob., 2 Klar., Bklar., 2 Fg., Kfg., 4 Hr., 3 Trp., 3 Pos., Tb., 4 Pk., Schlgz., Streicher: 12-8-6-4) (1980)
- Am Abend. Trakl-Montage für Bariton, Orchester (Picc., 2 Fl., Ob., Englhr., 2 Klar., 2 Fg., 2 Hr., 3 Trp., 3 Pos., Klav., Pk., Schlgz., Streicher: 12-5-4-3) (1982)
- Momentaufnahmen für Solisten, Orchester (2 Fl., 2 Ob., 2Klar., 2 Fg., 4 Hr., 2 Tp., 3 Pos., Streicher: 10-8-6-4-3) (1986)
- Sommerkanon für 2 Schlagzeuger, Orchester (Picc., 3Fl., 3 Ob., Englhr., 3 Klar., Bklar., 3 Fg., KFg., 4Hr., 4Tp., 3Pos., 2Tb., Pk., Vibr., Streicher: 12-12-10-8-6) (1988)
- Zerreißt die unsichtbaren Ketten – Vorspiel für Orchester für Orchester (Picc., 2Fl., 2Ob., 2Klar., 2Fg., 4Hr., 2Tp., 3Pos., Tb., Schlgz., Streicher (12-10-8-6-4) (2013)

## LPs
- Schwebungen/Brechungen: Improvisationen auf präpariertem Flügel: Ex tempore VI und Anrufung, Ex tempore I, Schwebungen / Brechungen, Ex tempore VII. Edition RZ 1987 (RZ10001)
- Dreieck für Oboe, Violoncello und Klavier, Zwei Elegien nach Texten von Georg Trakl, Quasi Ancora Una Sonata (Fast Noch Eine Sonate). VEB Deutsche Schallplatten - NOVA 1989 (NOVA 885 285)
- Sechs Klavierstücke. Auf: Bettina Otto, Klavier und Cembalo, spielt Finke, Keller, Münch, Voigtländer, Weiss, Katzer. VEB Deutsche Schallplatten 1990 (Nova 8 85 287)

## CDs
- Ex tempore VI. Keller-Schulze-Werkstattorchester. Auf: Musik in Deutschland 1950 - 2000 "Spielformen der Improvisation" RCA Red Seal 2005
- Extempore I für Klavier,  Schwebungen/Brechungen für Klavier. Auf: Musik in Deutschland 1950 - 2000 / Deutscher Musikrat. RCA red seal 2006
- Ein Abschied für Jazzensemble. Auf: Musik in Deutschland 1950 - 2000 "Neue Musik im Jazz". RCA red seal 2008
- Hermann Keller - Schumann Metamorphoses and Piano Sonatas: Keimblätter, Schumann-Metamorphosen, 2. Sonate für Klavier, 3. Sonate für Klavier. Neos 2010 (NEOS11041)
- Hermann Keller - Second Piano Concerto and Chamber Music: Konzert für Klavier und 13 Instrumente, Sonate für Streichtrio und Klavier, Szene für Solo-Posaune, Szenen für 1 GeigerIn und 1 PianistIn. Neos 2010 (NEOS11040)
- Hermann Keller: Solo, Duo and Trio Improvisations. NEOS 2013 (NEOS11313)
- Hermann Keller - Quartette: Wahlverwandtschaften, Quartett. WERGO 1995 (WER 6291-2)
- Konzert für Klavier und Orchester. Auf: Musik in Deutschland 1950-2000 „Konzerte: Masse und Individuum“ RCA Red Seal
- Hermann-Keller-Quartett: Nicht Ohne Wasser / Hermann Keller: Solopiano 29 Stücke. Jazzwerkstatt 2010 (jw 091)

## Hörspielmusik
- 1981: Joachim Priewe: Heinrich Vogeler – Regie: Barbara Plensat (Hörspiel – Rundfunk der DDR)

## Schriften
- Neue Musiklehre. Neumünster (von Bockel Verlag) 2014, ISBN 978-3-932696-97-8 (Anhang zur Neuen Musiklehre. Neumünster 2015, ISBN 978-3-95675-004-5)